# Gerschom ben Jehuda
Gerschom ben Jehuda (oder: Juda[h]), bekannt auch als Rabbeinu Gerschom (hebräisch רבנו גרשום „unser Lehrer Gerschom)“ oder Rabbeinu Gerschom Me'Or Hagolah, „unser Lehrer Gerschom, Leuchte des Exils“ (geboren um 960, vermutlich in Metz, daher zur Vermeidung von Missverständnissen oft auch als Gershom ben Jehuda Mettensis, gestorben 1028 oder 1040 in Mainz), war ein jüdischer Talmudgelehrter. Er ist besonders für den ihm zugeschriebenen Erlass (takkanah, Plural takkanot) bekannt, mit dem die Vielehe im aschkenasischen Judentum abgeschafft wurde.

## Wirken
Gerschom war ein Schüler von Yehuda ben Meir. Nach seinem Talmudstudium eröffnete er eine Jeschiwa in Mainz, die Schüler aus vielen Ländern anzog. Mainz wurde dadurch zu einem religiös-kulturellen Mittelpunkt, aus dem die askenasische Kultur erwuchs. Die Jeschiwa ging im Pogrom von 1096 unter. Dieser Verfolgungen wird in der jüdischen Liturgie als Gezerot Tatnu gedacht.
Nach allgemeiner Auffassung, die auf Meir von Rothenburg zurückgeht, hat Gerschom um das Jahr 1000 in einer Taqqanah die Vielehe abgeschafft, die den Voraussetzungen in der umgebenden christlichen Mehrheitskultur nicht mehr entsprach, und sie mit dem Bann belegt. Weitere ihm zugeschriebene Entscheidungen sind,
- dass ein Ehemann sich nicht ohne Zustimmung seiner Ehefrau von ihr scheiden lassen kann.
- das Briefgeheimnis.[2]
- dass Zwangsgetaufte auf ihren Wunsch wieder in die Gemeinde aufzunehmen sind.[3]

Ob die Entscheidungen (alle) von Gerschom stammen, ist umstritten. Einige Quellen bezeichnen die Erlasse als Verfügungen der Gemeinde. Möglicherweise wurden sie Gerschom wegen seines hohen Ansehens zugeschrieben. Die unsichere Quellenlage geht darauf zurück, dass Originaltexte nicht überliefert sind. Soweit Zeugnisse aus dieser Zeit erhalten sind, werden die Entscheidungen von Gelehrten seiner Generation nicht zitiert. Sie wurden in den askenasischen Gemeinden Europas allgemein anerkannt und größtenteils befolgt.
Einer seiner Schüler war Jakob ben Jakar (gest. 1064), der eine Jeschiwa in Worms gründete, in der wiederum Raschi von Troyes studierte.

## Biografisches
Aus dem Leben von Gerschom ben Jehuda sind nur wenige Fakten bekannt. Zum Jahr 1012 ist überliefert, dass ein Sohn von ihm sich hatte taufen lassen. Er trauerte um ihn „wie um einen Toten“ und verfasste dazu einen Klagetext, der auch in die Liturgie Eingang fand.
Gerschom ben Jehuda starb 1028 oder 1040 in Mainz. Auf dem historischen jüdischen Friedhof von Mainz, dem Judensand, befindet sich ein Grabstein, der die Worte in memoriam: R. Gerschom ben R enthält, als sein Grabstein gilt und oft besucht wird.